# De Rigo
De Rigo è un'azienda italiana fondata nel 1978 a Pozzale di Cadore dai fratelli Walter ed Ennio De Rigo operante nel settore della produzione e distribuzione di occhiali.
L'azienda possiede i marchi Lozza, Police, Sting e Yalea. Mentre possiede licenze per distribuire i marchi Blumarine, Chopard, Diff Eyewear, Escada, Furla, Fila, John Varvatos, Jones New York, Lucky Brand, Mulberry, Nina Ricci, Philipp Plein, Tous, Trussardi, Tumi, Victor Hugo e Zadig et Voltaire.

## Storia
L'azienda venne fondata nel 1978 a Pozzale di Cadore dai fratelli Walter ed Ennio De Rigo. Nel 1983 inizia a produrre il proprio marchio: Police.
Nel 1992 De Rigo si fonde con Argosol, azienda produttrice di montature sole e vista interamente di proprietà dei fratelli De Rigo. Sempre nello stesso anno avviene l'acquisizione del marchio Lozza. Un anno più tardi l'azienda inizia a produrre montature da sole e da vista per conto di case di moda licenzianti.
Nel 1995 De Rigo diviene una Spa (Società per azioni) e apre la seconda fabbrica di produzione a Longarone e nel 1997 viene firmata una nuova licenza con la maison Etro. Nel 1998 l'azienda acquisisce “Dollond & Aitchison”, catena inglese di ottica e viene firmata una nuova licenza d'accordo con La Perla.
Due anni più tardi avviene l'acquisizione di “General Optica”, catena di ottica operante in territorio spagnolo e portoghese. Nello stesso anno viene firmata una nuova licenza d'accordo con tre nuovi brand: Givenchy, Céline e Loewe.
Nel 2002 l'azienda firma la licenza con Furla e rinuncia al diritto di prelazione sull'acquisto di Salmoiraghi & Viganò, catena di negozi di ottica italiana, mentre nel
2004 firma nuove licenze d'accordo per la produzione e la distribuzione mondiale di montature per: Escada, Chopard, Zegna e Jean-Paul Gaultier. Il contratto con la maison Fendi termina e non viene rinnovato.
Nel 2004 De Rigo diventa una Holding.
Nel 2006 è firmato un accordo con Pirelli per la licenza del brand PZero Pirelli e un anno dopo viene firmato un accordo con Switch-it. Nel 2007 sono aperte filiali in Brasile e Croazia, nel 2008 filiali in Corea e Portogallo; inoltre Police celebra i 25 anni del brand e presenta la sua prima collezione di abbigliamento.
De Rigo tenta di rientrare in Borsa dopo l'esperimento fallito negli Stati Uniti, a Wall Street, ma stavolta lo fa in Italia a Piazza Affari.
Nel 2009 viene rinnovato l'accordo con la maison Givenchy e con la maison Zegna.
Nel 2016 acquisisce Rem Eyewear, tra le principali aziende di distribuzione di occhiali sul mercato Usa, con sede a Los Angeles. Nuovi marchi in licenza: Zadig & Voltaire, Tous Trussardi, Nina Ricci. Con 16 filiali commerciali, 5 divisioni retail, più di mille distributori indipendenti, la società ha registrato nel 2016 un fatturato di 413,8 milioni di euro.
Nel 2017 il fatturato tocca i 429,5 milioni.

## Marchi

### Di proprietà
- Lozza
- Police
- Sting
- Yalea

### In licenza
- Chopard
- DIFF Eyewear
- Furla
- Escada
- Blumarine
- Fila
- John Varvatos
- Jones New York
- Lucky Brand
- Mulberry
- Nina Ricci
- Philipp Plein
- Tous
- Trussardi
- Tumi
- Victor Hugo
- Zadig & Voltaire